# 塩谷信幸
塩谷 信幸（しおや のぶゆき、1931年〈昭和6年〉12月14日 - 2025年〈令和7年〉7月17日）は、日本の医師。北里大学名誉教授。ニューヨーク州 オルバニー医科大学（Albany Medical College）／オルバニー病院（Albany Hospital、現Albany Medical Center）レジデント、東京大学医学部医員、横浜市立大学医学部講師などを経て、北里大学医学部教授、NPO法人アンチエイジングネットワーク理事長、NPO法人創傷治癒センター理事長、医療法人社団ウェルエイジングDクリニック東京ウィメンズ（現クレアージュ東京 エイジングケアクリニック）名誉院長などを歴任した。

## 略歴
- 東京都出身[1]。父は医師の塩谷信男。姉は作家の皆川博子。従妹（母の兄の次女）は木崎さと子。
- 1955年 東京大学医学部卒業。東京米軍病院でのインターン修了。
- 1956年 フルブライト留学生としてアメリカ合衆国に渡り、オルバニー医科大学で外科を学ぶうちに形成外科に魅了される。数年の修業の後、外科および形成外科の専門医の資格を取得。
- 1964年 帰国。東京大学形成外科勤務。
- 1968年 横浜市立大学形成外科講師。
- 1973年 北里大学形成外科教授。
- 1996年 定年退職後、国際形成外科学会副理事長、日本美容外科学会理事を歴任。形成外科、美容外科の発展に尽力。
- 2025年 7月17日、神奈川県三浦郡葉山町の自宅で死去（満93歳没）。[要出典]

## 著書
- 塩谷信幸教授の形成外科 傷あと・やけど・あざ・みつくち・美容外科相談 主婦の友社 1977.12
- 『毛髪最前線―髪を守る』（ブレーン出版 1999）
- 『美容外科の真実―メスで心は癒せるか?』（講談社ブルーバックス、2000）
- 『アンチエイジングのすすめ―一年で一歳若返る 』（幻冬舎、2004）
- 『キズのケア、心のケア―キズを治す、キズあとを消す』（ブレーン出版、2004）
- 40代からの頭と体を若返らせる33の知恵(アンチエイジング) 三笠書房 2010.1